# Sandrine De Crom
Sandrine De Crom (Brugge, 18 september 1977) is een Belgische politica voor Open Vld.

## Levensloop
De Crom behaalde in 2000 het diploma van master in de politieke wetenschappen aan de KU Leuven en verkreeg in 2001 een diploma in economisch beleid aan de Universiteit van Montpellier. 
Van 2001 tot 2003 werkte ze als ICT Recruitment Consultant bij Dart Resourcing. Daarna was ze van 2003 tot 2005 politiek adviseur van de Vlaamse Overheid en van maart 2005 tot december 2007 adviseur ondernemerschap op de kabinetten van de Vlaamse ministers Fientje Moerman en Patricia Ceysens. In december 2007 werd ze aangesteld tot adviseur Internationaal Ondernemen bij Flanders Investment and Trade (FIT). Ze bleef dit tot in februari 2024 en werd er toen directeur Noord- en West-Europa.
Van 2010 tot 2011 was ze voor Open Vld tijdelijk gemeenteraadslid van Brugge, tijdens het zwangerschapsverlof van Severine Maes. Sinds januari 2013 oefent ze deze functie opnieuw uit en van 2021 tot 2024 was ze fractieleider voor Open Vld in de gemeenteraad.
Bij de federale verkiezingen van mei 2014 was ze tweede opvolgster op de Open Vld-lijst in de kieskring West-Vlaanderen. In december 2018 werd ze lid van de Kamer van volksvertegenwoordigers in opvolging van Sabien Lahaye-Battheu. In mei 2019 raakte ze als lijstduwer op de lijst niet herkozen.